# 14966 Юрійвега
14966 Юрійвега (14966 Jurijvega) — астероїд головного поясу, відкритий 30 липня 1997 року.
Тіссеранів параметр щодо Юпітера — 3,551.